# Павловка (Ішимбайський район)
Па́вловка (рос. Павловка, башк. Павловка) — присілок у складі Ішимбайського району Башкортостану, Росія. Входить до складу Петровської сільської ради.
Населення — 40 осіб (2010; 54 в 2002).
Національний склад:
- росіяни — 80%